# Појана (Хунедоара)
Појана (рум. Poiana) насеље је у Румунији у округу Хунедоара у општини Балша. Oпштина се налази на надморској висини од 423 m.

## Становништво
Према подацима из 2002. године у насељу је живело 127 становника, од којих су сви румунске националности.